# Amphisbaena caudalis
Amphisbaena caudalis este o specie de reptile din genul Amphisbaena, familia Amphisbaenidae, ordinul Squamata, descrisă de L.C. Cochran în anul 1928. Conform Catalogue of Life specia Amphisbaena caudalis nu are subspecii cunoscute.